# Roberto Rambaudi
Roberto Rambaudi (Moncalieri, Italia, 12 de enero de 1966) es un exfutbolista italiano, se desempeñaba como mediocampista y alcanzó su mejor época a mediados de los 90, cuando fue internacional con la selección de fútbol de Italia y jugó para el SS Lazio.
Actualmente ejerce de comentarista deportivo en la televisión italiana.

## Clubes
| Club        | País   | Año       | Partidos | Goles |
| ----------- | ------ | --------- | -------- | ----- |
| Torino FC   | Italia | 1984-1985 | 0        | 0     |
| Omegna      | Italia | 1985-1986 | 29       | 4     |
| AC Pavía    | Italia | 1986-1988 | 61       | 18    |
| AC Perugia  | Italia | 1988-1989 | 28       | 8     |
| US Foggia   | Italia | 1989-1992 | 107      | 31    |
| Atalanta BC | Italia | 1992-1994 | 57       | 8     |
| SS Lazio    | Italia | 1994-1998 | 109      | 13    |
| Genoa CFC   | Italia | 1998-1999 | 7        | 0     |
| FC Treviso  | Italia | 1999-2000 | 13       | 0     |

- Datos: Q3034173